# Mélodie Nakachian
Mélodie Nakachian (Las Vegas, 4 de enero de 1982) es una ciudadana estadounidense, hija del hombre de negocios multimillonario libanés Raymond Nakachian y de la cantante surcoreana Kimera. Fue protagonista de un sonado secuestro en 1987 en Estepona (España).

## Biografía
Nacida en Las Vegas, sus padres se conocieron en París, donde Kimera estudiaba y Raymond Nakachian se encontraba en un viaje de negocios. Se casaron en secreto porque la familia de Kimera la había dejado ir a estudiar a La Sorbona con la condición de que no se casara con un extranjero. La familia se instaló en la Costa del Sol española, adquiriendo una lujosa mansión bautizada Villa Mélodie en la urbanización Nueva Atalaya de Estepona e integrándose en la jet set de la Marbella de la época.

### Secuestro
El 9 de noviembre de 1987, Mélodie se encontraba de camino al colegio en un coche conducido por Raymond Nakachian hijo, el primogénito de los cuatro hijos que Nakachian tuvo con su primera esposa, la mujer de este Deborah Kallenbach y la hija de ambos. El coche fue interceptado por una furgoneta, que los abordó y de la que bajaron cuatro encapuchados armados, raptando a Mélodie por la fuerza.
Tres días después Raymond Nakachian recibió una llamada de un tal Oscar, exigiendo 16 millones de dólares en billetes de 50 dólares, a cambio de la liberación de su hija. Oscar se comunicaba en español, pero cometió un error lingüístico que sugería que era francés.
El caso rápidamente atrajo la atención mediática de la prensa española e internacional. Durante once días, Villa Mélodie fue el centro de negociaciones del padre, que mientras tanto logró reducir el monto del rescate a 5 y finalmente a 4 millones de dólares. Exigiendo pruebas de vida, los secuestradores le enviaron fotos de la niña con un ejemplar de un periódico del día, así como un mechón de pelo y una cinta grabada en la que Mélodie le rogaba a su padre que pagara para que no muriera. Siguiendo el consejo de Guy Lux, un gran amigo de la familia, Kimera hizo llamamientos desesperados en todos los canales de televisión europeos para intentar conmover a los secuestradores, y posiblemente a familiares o amigos que pudieran estar al tanto de este caso. En su mensaje, en francés, pidió a los secuestradores que liberaran a su hija y que no abusaran de ella, independientemente de lo que tuvieran contra Raymond. Como consecuencia, se ha especulado con que la familia conocía a los secuestradores.
Unas horas antes del ultimátum de los secuestradores, que entretanto habían declarado que habían dejado de alimentar a Mélodie, la desesperación de los padres era tal que Raymond Nakachian, incapaz de recaudar esa suma, les dijo a los secuestradores que les estaba "entregando" a su hija suplicándoles que nadie la lastimara.
En la Costa del Sol, mientras tanto, hubo diversas iniciativas de apoyo tratando de ayudar a la familia, a través de donaciones, misas y desfiles donde se exhibieron carteles pidiendo la liberación de Mélodie. A petición de Kimera, se recurrió a muchos radiestesistas, videntes y astrólogos.

### Liberación
Un hombre perdió su cartera mientras corría por las calles de Estepona y un transeúnte (un sacerdote) la entregó en la comisaría. La cartera contenía el borrador de la carta de secuestro y el lugar donde se encontraba Mélodie así como detalles sobre los cómplices. Después de once días de cautiverio, el Grupo Especial de Operaciones de la Policía española asaltó una vivienda en la cercana localidad de Torreguadiaro, rescatando a Mélodie e hiriendo gravemente a uno de los secuestradores.
Hubo un total de dieciocho condenados, con penas de 18 a 20 años de prisión, por el secuestro de Mélodie, prácticamente todos ciudadanos franceses, excepto Oscar, un ciudadano español pero residente en Francia. El caso supuso el comienzo del crimen organizado en la zona, hasta entonces lugar favorito de la jet set.
Tras el secuestro, Mélodie grabó una canción con su madre titulada Mother, escrita por su padre y compuesta por Franck Pourcel.
Mélodie continuó sus estudios en España, más tarde se mudó a los Estados Unidos y se convirtió en psicóloga infantil. Vive apartada de la vida pública.